# (9189) Hölderlin
(9189) Holderlin, désignation internationale (9189) Hölderlin, est un astéroïde de la ceinture principale.

## Description
(9189) Holderlin est un astéroïde de la ceinture principale. Il fut découvert le 10 septembre 1991 à Tautenburg par Freimut Börngen. Il fut nommé en honneur de Friedrich Hölderlin. Il présente une orbite caractérisée par un demi-grand axe de 2,40 UA, une excentricité de 0,08 et une inclinaison de 2,7° par rapport à l'écliptique.

## Compléments